# Tetvek

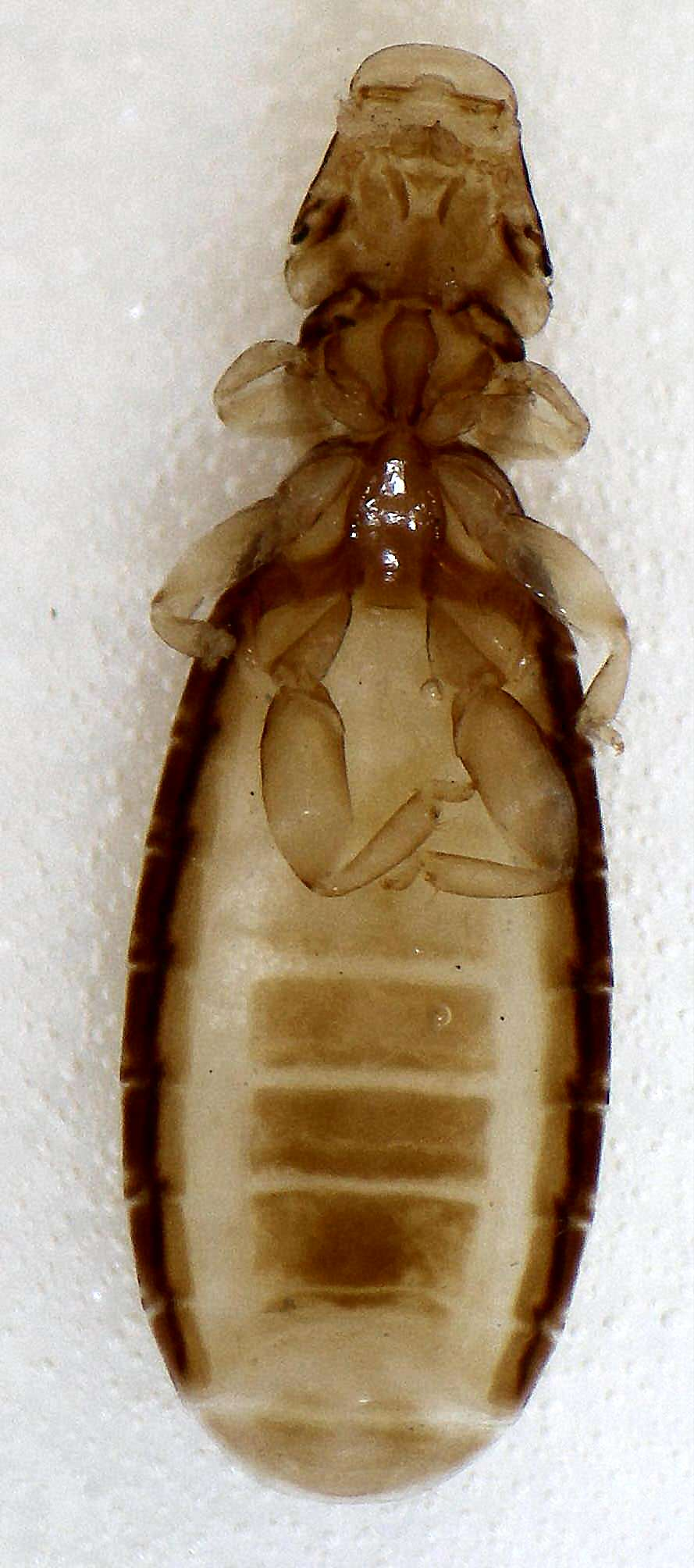
A csonttollú egy jellegzetes Amblycera tetve, Ricinus bombycillae

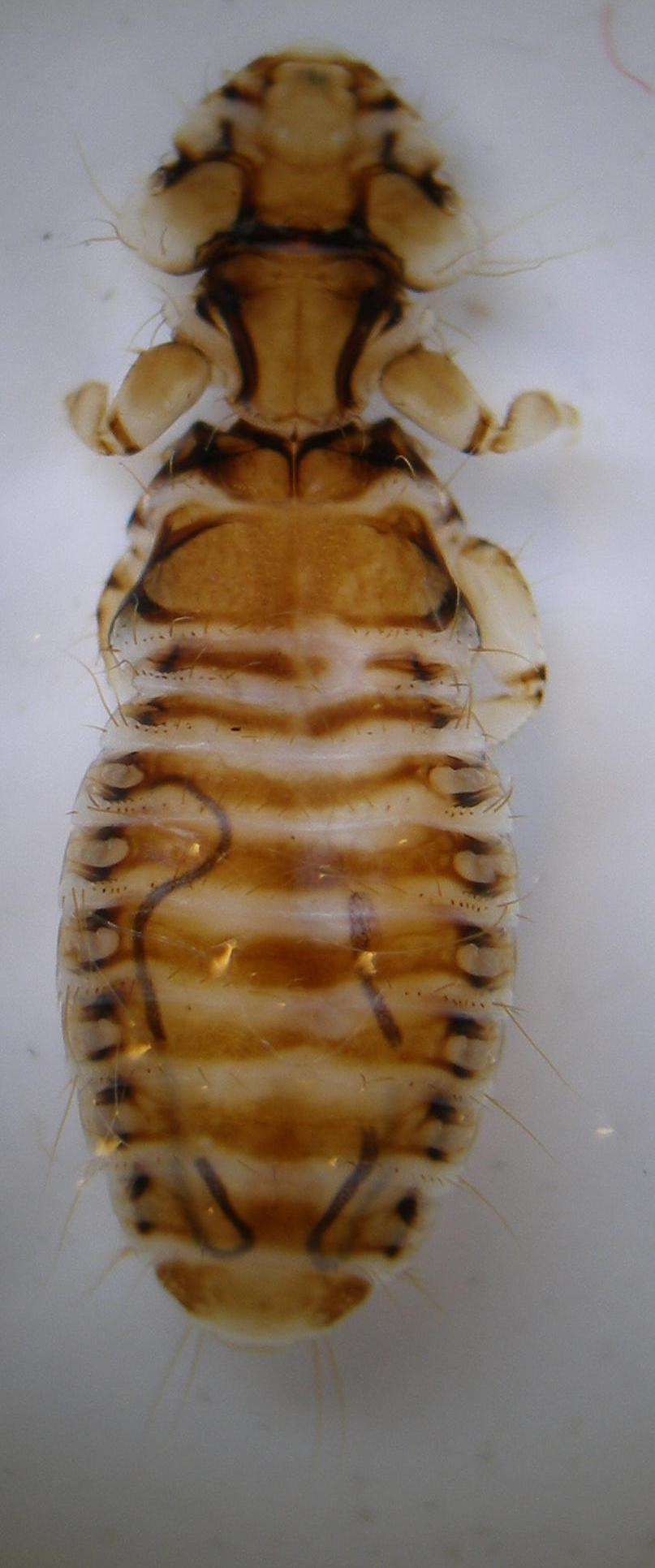
A lúdalakúak egy jellegzetes tetve, a Trinoton anserinum.

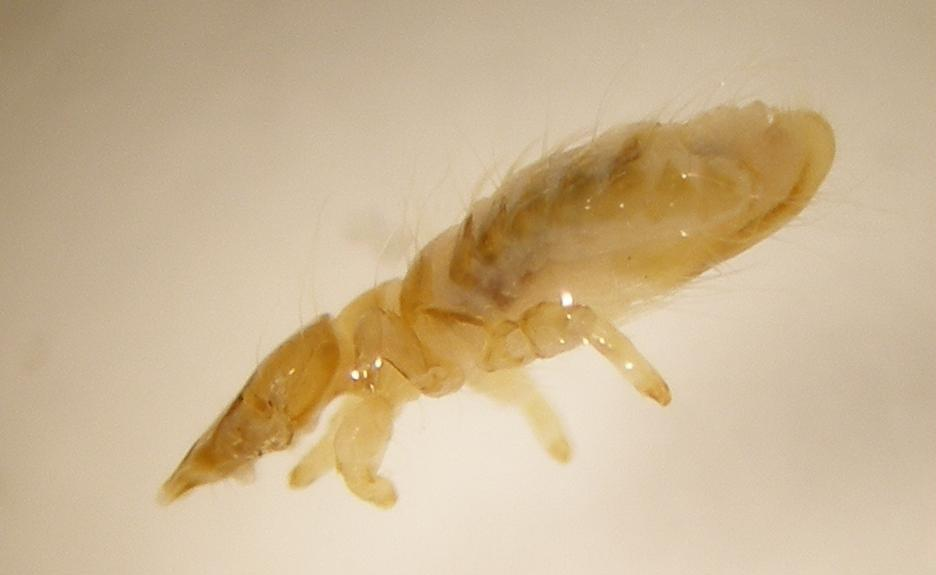
Uráli bagoly fonalcsápú tetve, Strigiphilus sp.

Ez a szócikk a rovarrendről szól. Az emberen élő tetvek a fejtetű, a ruhatetű, és a lapostetű.
A tetvek (Phthiraptera) a rovarok (Insecta) legnagyobb olyan csoportja, amely kizárólag élősködő (parazita) fajokból áll. A fejtetű (Pediculus humanus capitis), vagy más néven hajtetű emberen élő obligát ektoparazita (a kültakaró felszínén élősködő élőlény).

## Elterjedés
Valamennyi tetűfaj madarak vagy emlősök ektoparazitája. Szinte minden madárfajon él egy vagy inkább több tetűfaj, ugyanakkor az emlősök néhány rendje (rovarevők, denevérek, cetek) teljesen mentes a tetvektől. Sok fajuk erősen gazdaspecifikus, tehát csak egyetlen gazdafajon fordulhat elő, mások számos különböző gazdafajon is élhetnek. Mivel szárnyatlanok, általában közvetlen testi érintkezéssel fertőznek. Legtöbb fajuk ivarosan szaporodik (kevés faj szűznemzéssel), petéiket – a serkéket – cementáló anyaggal rögzítik a gazdaállat szőrére vagy tollára. A petéból kikelő lárva (=nimfa) 3 vedlés során fejlődik és alakul át kifejlett állattá.

## Gazda-parazita kapcsolat
A tetvek többféle módon károsítják gazdaállataikat: mechanikai kárt okoznak, például a tolltetvek lelegelik a tollazat finom piherétegét, és ezáltal rontják a hőszigetelő képességét, a vérrel táplálkozó fajok vérveszteséget okoznak, kórokozó vírusokat, baktériumokat, sőt, férgeket közvetíthetnek a gazdaegyedek között. Az ember egyik tetve, a ruhatetű például a kiütéses tífusz és a visszatérő láz kórokozóit (Rickettsia provazeki és Borrelia recurrentis) terjesztheti.
A tetves állatok (és köztük emberek) számos különböző módon védekeznek. Elterjedt védekezési mód a vakaródzás, tollászkodás, kurkászás. A nehezen elérhető testtájak (például madaraknál a fej és a nyak) tetvetlenítésében értékes lehet a fajtársak segítsége. Sok madár és emlős állat fürdik vízben, porban, sárban vagy éppen napfényben, ez is hatékony védekezés lehet. A madarak farktőmirigyük váladékával kenik be tollazatukat, ez nemcsak vízhatlanná teszi a tollazatot, de mikrobák és rovarok elleni hatóanyagokat is tartalmaz. Végül sok állat a külvilágból szerzett kémiai hatóanyagokat is használ tollazata vagy szőrzete ápolására. Sok madár „hangyázik”, vagyis hangyabolyba ülve hangyasavval kezeli tollazatát. Szintén sok madárfaj épít be repellens hatású, aromás növényeket a fészkébe, vagy olykor ilyenekkel kenegeti tollazatát. A vért szívó állatok (köztük a szívótetvek) vérszíváskor fehérje-hatóanyagokat juttatnak a sebbe, ez ellen az állatok immunválasszal védekezhetnek.

## Eredet és főbb csoportok
Egy nem élősködő csoport, a fatetvek (Psocoptera) leszármazottai. A fatetvek ma is gyakori állatok madarak és emlősök fészkeiben, emberi lakásokban, ahol szerves törmelékkel táplálkoznak. Mai tudásunk szerint a fatetvek két fejlődési ága egymástól függetlenül tért át az élősködő életmódra; az egyik esemény a bunkóscsápú tetvek, a másik az összes többi tetű kialakulásához vezetett. Eszerint tehát a tetvek polifiletikus csoport, és ezért rendszertani értelemben a taxon léte nem indokolt. Ha eredetük e története megerősítést nyer, két külön taxonra (rendszertani csoportra) kell majd őket bontani.
A bunkóscsápú tetvek (Amblycera) madarak kültakarójában, gyakran a bőr felszínén élnek, és részben a megrágott tollcséve-kezdeményből szivárgó vérrel táplálkoznak. Ausztráliában és Dél-Amerikában emlősökre specializált csoportjaik is vannak.
A fonalascsápú tetvek (Ischnocera) a madarak tollazatában vagy emlősök szőrzetében élnek. Főként a pihetollazatot legelik, a szarut endoszimbionta baktériumok (ezeket petesejten belül örökítik) segítségével emésztik, de olykor hámtörmelékkel, bőrmirigyek váladékával és atkákkal is táplálkoznak. Testük alakja lehetővé teszi, hogy meglapuljanak valamely tolltípus felületi mélyedéseiben. Rágó szájszerveik erőteljesek, jelentős szerepük van az állat rögzítésében a tollazaton vagy a szőrzeten. Túlnyomó többségük madarakon élősködik (Philopteridae család), de a szőrtetvek (Trichodectidae) emlősökön élnek.
Az elefánttetvek (Rhyncophthirina) elefánton és a varacskos disznón élnek. Hosszú nyúlványon ülő szájszervükkel átrágják a bőrt és vért szívnak.
A szívótetvek (Anoplura) csak emlősökön találhatók, vérrel táplálkoznak. Az emberen elterjedt a ruhatetű (Pediculus humanus humanus) és a fejtetű (Pediculus humanus capitis). Az előbbi jelentős fertőző betegségeket is terjeszt. Nemi úton terjedő emberi élősködő a lapostetű (Phthirus pubis).

## Kihalt fajok
Az egyes madár- és emlősfajok kihalásakor gyakran a rájuk specifikus parazita fajok is kihalnak. A tetvek 13 ismert faja halt ki ilyen módon, de a nem dokumentált kihalások száma ennél nyilván sokkal nagyobb.

## Irodalom

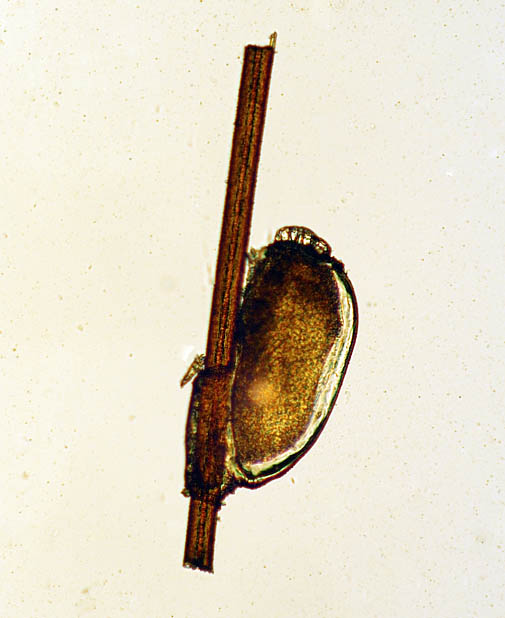
A tetű petéjét serkének nevezik
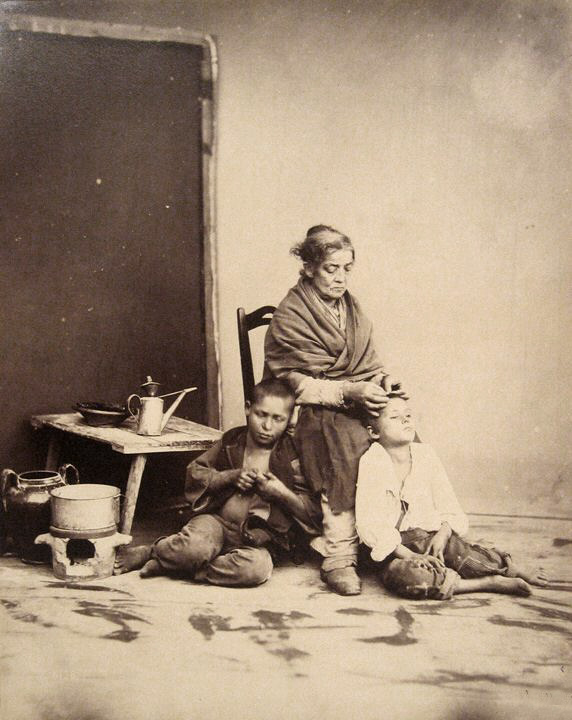
Tetveket gyermeke hajából kiszedő nő
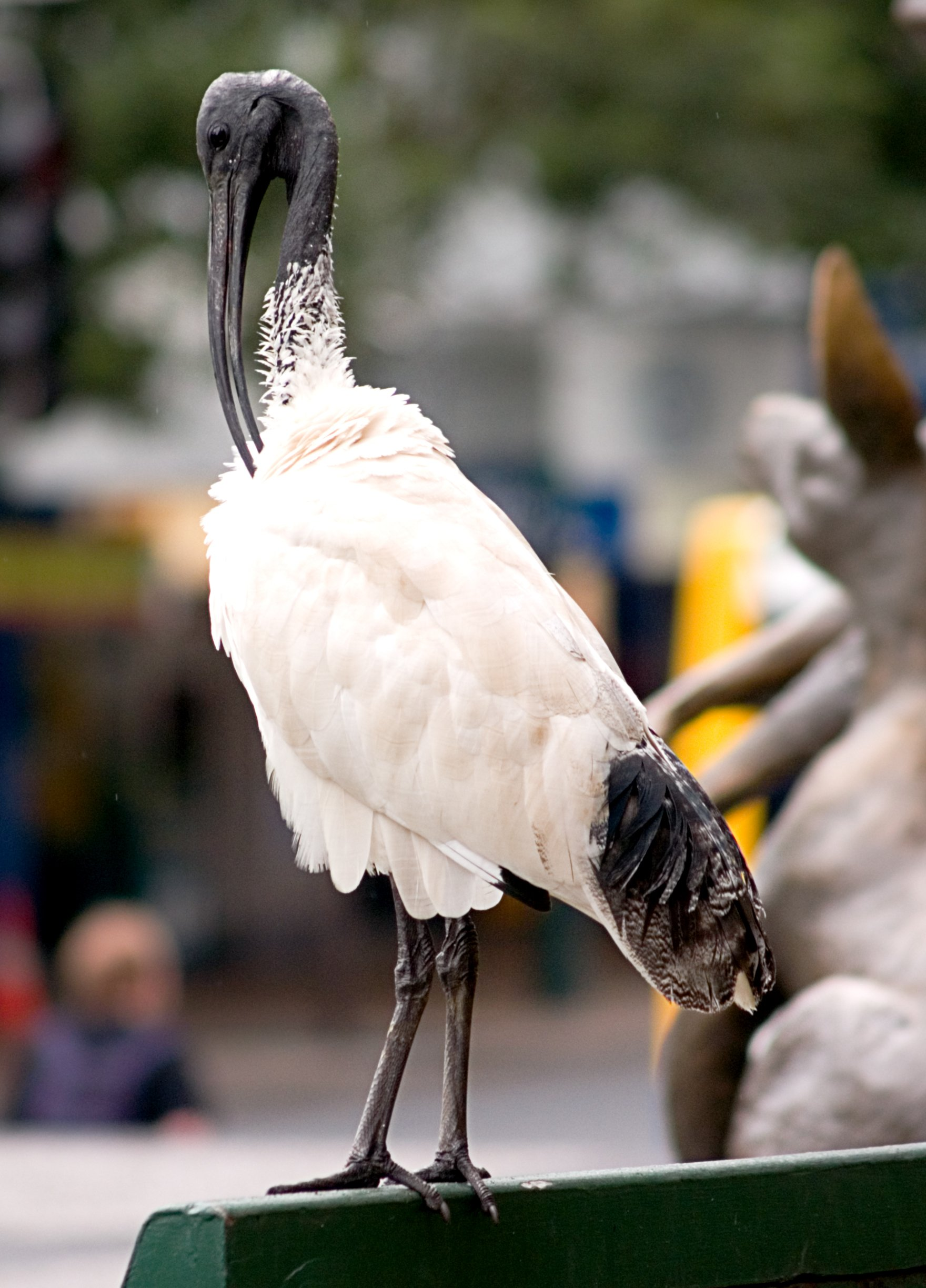
Tollászkodás közben a madarak tetveikre vadásznak. Molukkai íbisz.
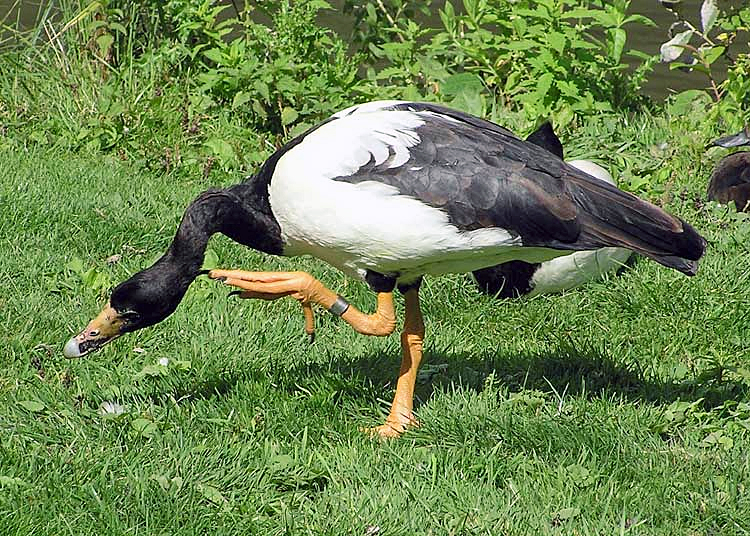
A madár képtelen csőrével elérni a fejét és a nyakát, ezért ezt lábbal vakarja. Ujjas lúd.